# Anthony G. Miller
Anthony G. Miller (1951 - ) é um botânico escocês.